# Rhaphium lehri
Rhaphium lehri är en tvåvingeart som beskrevs av Negrobov 1977. Rhaphium lehri ingår i släktet Rhaphium och familjen styltflugor. Inga underarter finns listade i Catalogue of Life.